# Fortezza della Brunella

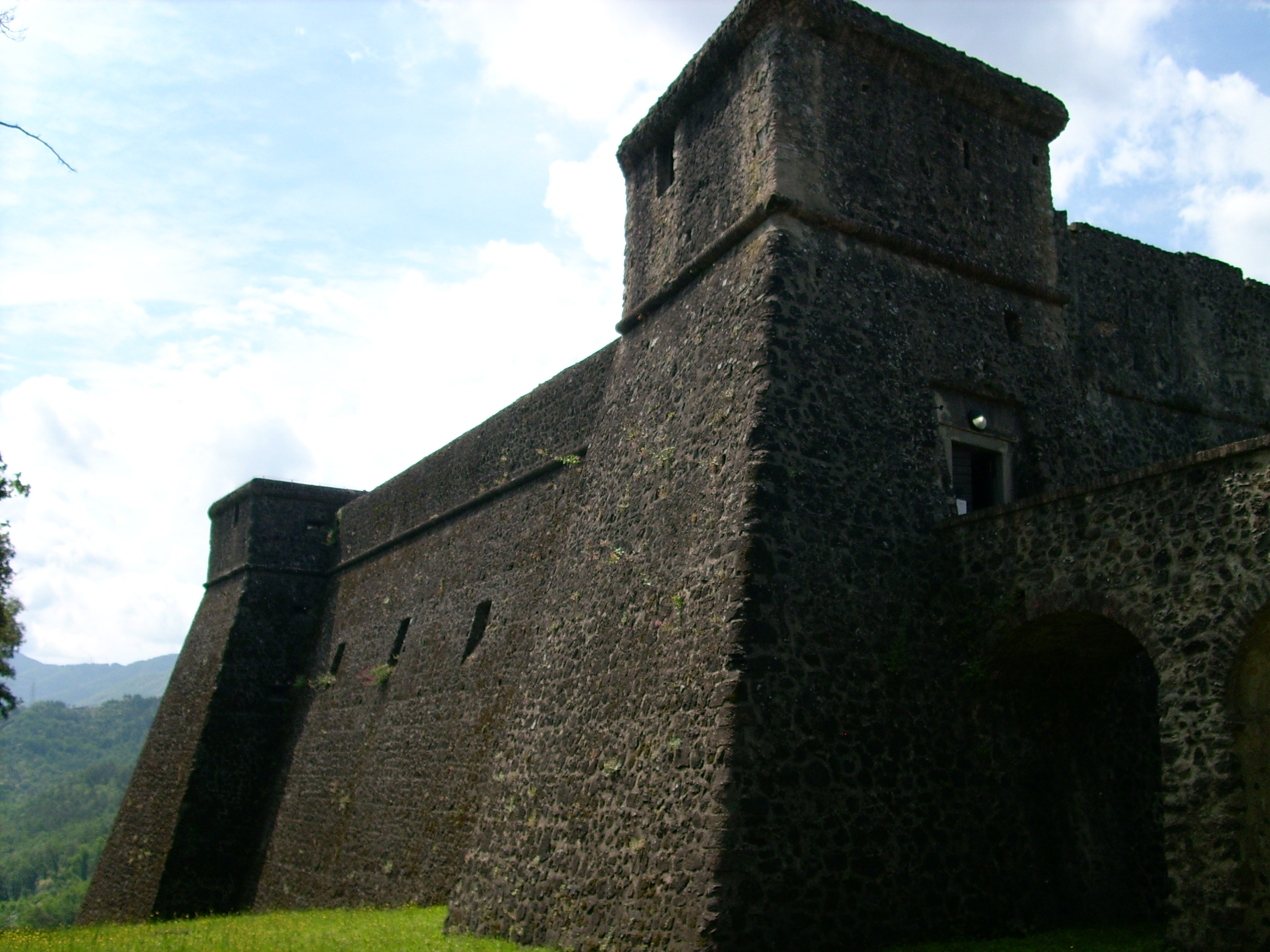
Veduta

La fortezza della Brunella è un'imponente fortificazione rinascimentale che si trova ad Aulla, in provincia di Massa Carrara, nella Lunigiana.
La struttura, che prende il nome dal particolare colore della roccia su cui si erge, domina Aulla e la confluenza del fiume Magra e del torrente Aulella. Nonostante le caratteristiche architettoniche corrispondano ad un classico sistema difensivo rinascimentale, non ne è ancora chiara l'esatta epoca di costruzione e diverse sono le ipotesi riguardanti i suoi committenti. 

È però certo che la fortezza è la più poderosa opera militare della Lunigiana e in passato la sua posizione strategica le ha permesso di controllare tutti i principali percorsi dalla zona e le provenienze dai valichi appenninici.
La fortezza ospita il Museo di Storia Naturale della Lunigiana.

## Storia

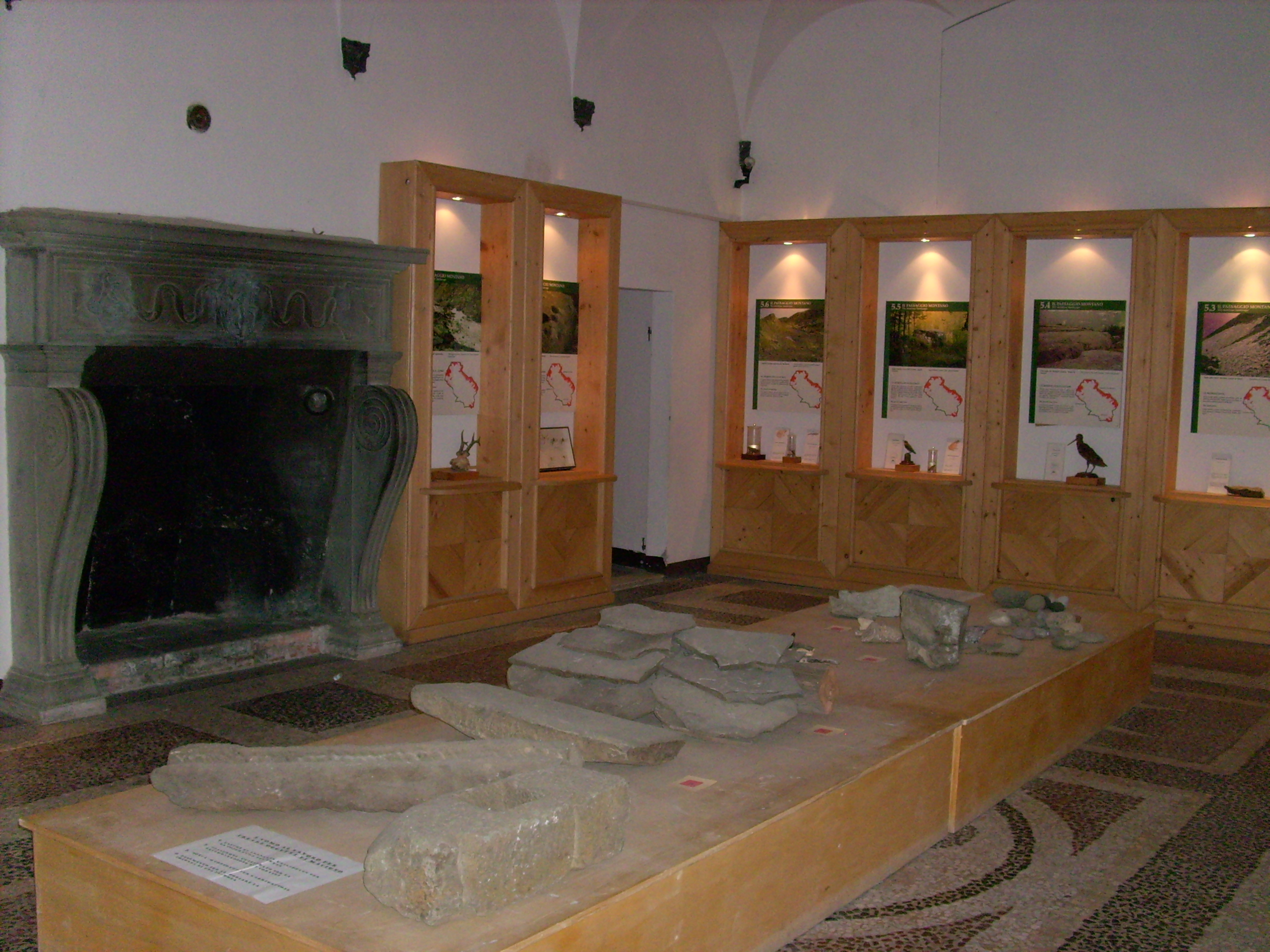
Una sala del museo di storia naturale della Lunigiana

L'unica fonte scritta relativa alla Brunella risale al 1553, quando la fortezza era già in piena efficienza. Ci sono buone ragioni per affermare che essa sostituì un antico fortilizio medievale, mentre sono tre le ipotesi relative alla sua committenza. 

La prima ipotesi vede il committente in Giovanni de' Medici dalle Bande nere che nel 1522 aveva acquistato il feudo dai Malaspina; studiosi di architettura militare hanno riconosciuto nella struttura il segno architettonico di Antonio da Sangallo il Vecchio, il cui ambito culturale sembrerebbe più vicino a Giovanni de' Medici. 

La seconda ipotesi vedrebbe l'opera risalire alla fine del XV secolo e a Jacopo Ambrogio Malaspina, marchese di Aulla.

Una terza opinione si richiama ad Adamo Centurione, uomo d'affari genovese che acquistò il feudo nel 1543.
La fortezza rimase in possesso dei Centurione fino agli inizi del Settecento, quando, nel corso della guerra di successione spagnola, fu occupata dai franco-spagnoli dei quali i Centurione erano sostenitori. Nel 1716 dal Sacro Romano Impero venne dichiarata la decadenza di Luigi Centurione dai feudi aullesi che furono assegnati ad Alessandro Malaspina di Podenzana.
Il 24 dicembre 1733, durante la guerra di successione polacca, la fortezza fu conquistata dalle truppe spagnole sbarcate a La Spezia e comandate dal napoletano Francesco Eboli, duca di Castropignano dopo tre settimane di assedio in cui fu difesa da una guarnigione al servizio dei feudatari locali. La fortezza rimase in possesso degli spagnoli fino al 1737, quando fu riconsegnata al marchese di Podenzana in seguito a convenzioni fra l'imperatore Carlo VI e Filippo V di Spagna.
Attorno al 1860 il complesso venne ceduto a privati per poi essere rivenduto nel 1920 a due coniugi britannici: la giornalista Lina Duff Gordon e il pittore Aubrey Waterfield, i quali trasformarono la fortezza nella loro residenza.
Nel 1977 la fortezza è stata acquisita dallo Stato italiano, che a sua volta l'ha affidata al Comune di Aulla, destinandola a sede del Museo di Storia Naturale della Lunigiana.

## Descrizione

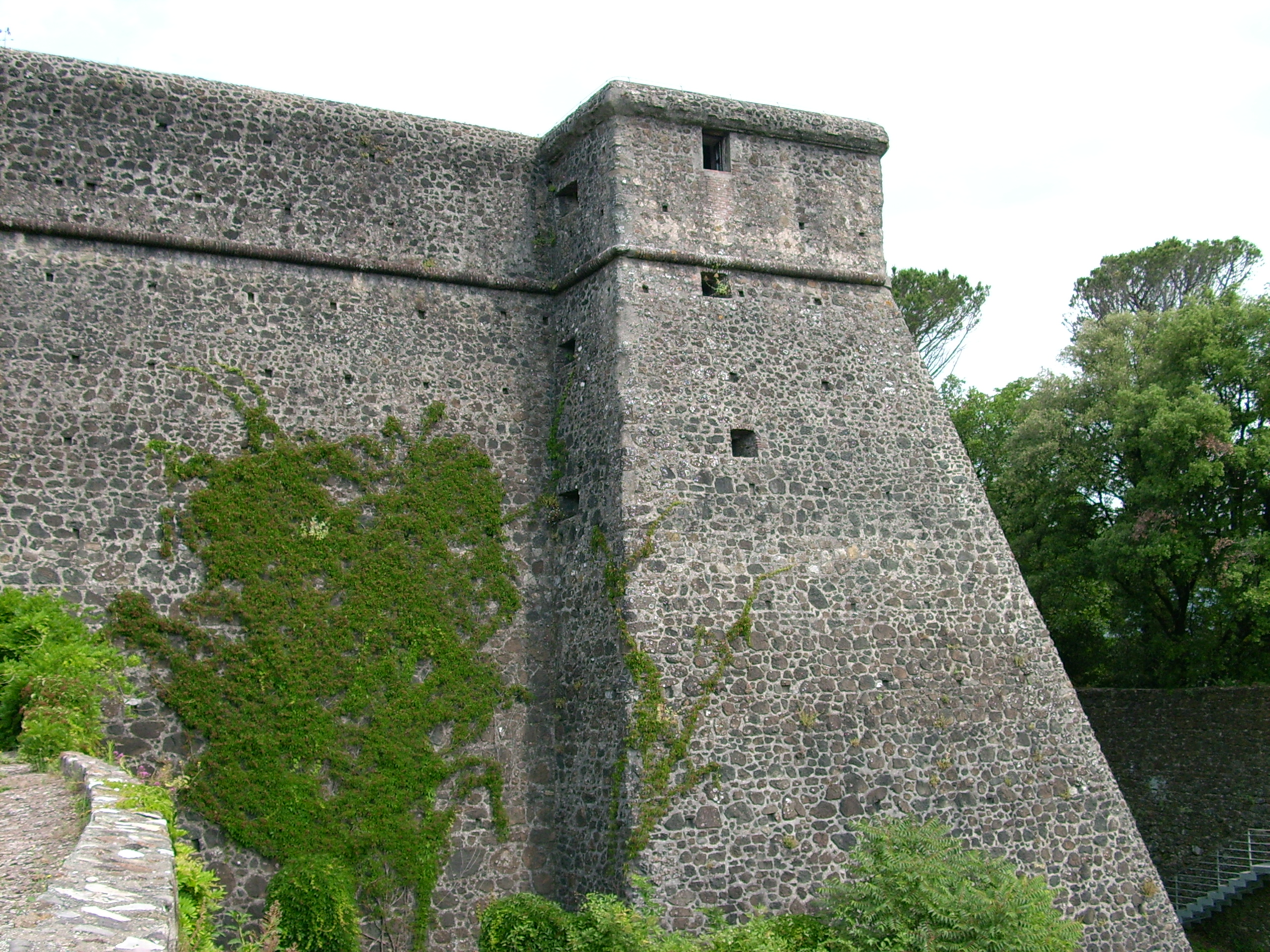
Un bastione

La Brunella si presenta come una poderosa costruzione a pianta quadrata, circondata da un profondo fossato, con quattro grosse torri angolari di forma rettangolare. 

Il paramento esterno della poderosa cinta muraria è eseguito con la pietra della collina su cui sorge la fortezza e pare corrispondere a una ristrutturazione di una più antica rocca.
Come in tutte le fortezze dell'epoca, si notano gli interventi di ristrutturazione necessari per la diffusione delle armi da fuoco dal XVI secolo, con l'abbattimento delle torri medievali e la creazione di spazi per le cannoniere e di feritoie da fucile.
L'accesso al cortile interno avveniva attraverso un ponte levatoio, più tardi sostituito da uno in muratura.